# Vadnais Heights
Vadnais Heights ist eine Stadt (mit dem Status „City“) im Ramsey County im mittleren Südosten des US-amerikanischen Bundesstaates Minnesota. Das U.S. Census Bureau hat bei der Volkszählung 2020 eine Einwohnerzahl von 12.912 ermittelt.

## Geografie
Vadnais Heights liegt im nördlichen Vorortbereich von Saint Paul auf 45°03′27″ nördlicher Breite und 93°04′26″ westlicher Länge. Die Stadt erstreckt sich über 21,34 km², die sich über 18,08 km² Land- und 3,26 km² Wasserfläche verteilen.
Benachbarte Orte von Vadnais Heights sind North Oaks (an der nördlichen Stadtgrenze), Gem Lake (an der östlichen Stadtgrenze), Maplewood (an der südöstlichen Stadtgrenze), Little Canada (an der südlichen Stadtgrenze) und Shoreview (an der westlichen Stadtgrenze).
Die Innenstadt von Saint Paul liegt 16 km südlich von Vadnais Heights; das Zentrum von Minneapolis liegt 23,1 km in westsüdwestlicher Richtung.

## Verkehr
Die südliche Stadtgrenze wird von der Interstate 694 gebildet, einer Umgehungsstraße der Interstate 94. Durch den Osten der Stadt verläuft der östliche Zweig der Interstate 35, die die schnellste Verbindung von Saint Paul nach Duluth nahe der Grenze zu Kanada bildet. Alle weiteren Straßen sind untergeordnete Fahrwege oder innenstädtische Verbindungsstraßen.
Durch Vadnais Heights verläuft eine Eisenbahnstrecke der Soo Line Railroad und etwas weiter östlich eine Linie der Rangiergesellschaft Minnesota Commercial Railway.
Der nächstgelegene Flughafen ist der 27,1 km südsüdwestlich gelegene Minneapolis-Saint Paul International Airport.

## Demografische Daten
Nach der Volkszählung im Jahr 2010 lebten in Vadnais Heights 12.302 Menschen in 5066 Haushalten. Die Bevölkerungsdichte betrug 680,4 Einwohner pro Quadratkilometer. In den 5066 Haushalten lebten statistisch je 2,42 Personen.
Ethnisch betrachtet setzte sich die Bevölkerung zusammen aus 84,9 Prozent Weißen, 3,6 Prozent Afroamerikanern, 0,5 Prozent amerikanischen Ureinwohnern, 7,6 Prozent Asiaten sowie 1,1 Prozent aus anderen ethnischen Gruppen; 2,4 Prozent stammten von zwei oder mehr Ethnien ab. Unabhängig von der ethnischen Zugehörigkeit waren 2,8 Prozent der Bevölkerung spanischer oder lateinamerikanischer Abstammung.
22,3 Prozent der Bevölkerung waren unter 18 Jahre alt, 65,4 Prozent waren zwischen 18 und 64 und 12,3 Prozent waren 65 Jahre oder älter. 52,7 Prozent der Bevölkerung war weiblich.
Das mittlere jährliche Einkommen eines Haushalts lag bei 72.485 USD. Das Pro-Kopf-Einkommen betrug 37.618 USD. 5,7 Prozent der Einwohner lebten unterhalb der Armutsgrenze.

## Persönlichkeiten

### Söhne und Töchter der Stadt
- Justin Bostrom (* 1986), Eishockeyspieler
- Justin Braun (* 1987), Eishockeyspieler